# Джинн Тріплгорн
Джинн Марі Трі́пплгорн (англ. Jeanne Tripplehorn; *10 червня 1963) — американська кіно та телеакторка.

## Життєпис

### Дитинство
Народилася в Тулсі, Оклахома, в сім'ї Тома Тріпплгорна, в минулому — гітариста гурту «Gary Lewis & the Playboys».

### Творчість
Після закінчення вищої школи стала діджейкою на радіостанції «KMOD», використовуючи псевдонім «Джіні Саммерз» («Jeanie Summers»). Вона також пройшла театральні курси в Джуліарді (Juilliard), а також працювала ведучою на телебаченні.
Впізнаваність їй принесли ролі в «Основному інстинкті», де вона знімалася з Майклом Дугласом та Шерон Стоун, в «Водному світі» з Кевіном Костнером та «Фірмі» з Томом Крузом.
Найвищою її творчою вершиною була роль психіатрині Бет Гарнер в «Основному інстинкті», оцінена громадськістю як «найгірша роль другого плану» в номінації «Razzie». На фоні зірок картини Тріпплгорн виглядала не так ефектно, проте без її участі фільм не здобув би всесвітньої популярності в посередньої аудиторії: на невизначеності особистості Бет Гарнер (хто вона, «жертва», чи «активна учасниця» більшості трагічних подій) і базується практично весь фільм. Понад те, основне сюжетне «протистояння» між письменницею Катериною Трамел та детективом Ніком Карреном доповнюється паралельним «протистоянням» між письменницею Катериною Трамел та докторкою Бет Гарнер.

### Особисте життя
Тріпплгорн деякий час була заручена з актором Беном Стіллером. Одружилася з актором Ліландом Орсером, у серпні 2002 року народила сина. Її бабуся, Джинн Нілі, знімалася в фільмі «Реальність кусається», де в Тріпплгорн також була роль.

## Фільмографія

### Кіно
- 1992 — Основний інстинкт / Basic Instinct — доктор Бет Гарнер
- 1993 — Зустріч, що не сталася / The Night We Never Met — Пастель
- 1993 — Фірма / The Firm — Еббі МакДір
- 1994 — Реальність кусається / Reality Bites — Черіл Гуд
- 1995 — Водний світ / Waterworld — Хелен
- 1996 — Допоки з тобою / Til There Was You — Гвен Мосс
- 1997 — Офісний кіллер / Office Killer — Нора Рід
- 1998 — Дуже погані речі / Very Bad Things — Лоіс Беркоу
- 1998 — Двері, що закриваються / Sliding Doors — Лідія
- 1999 — Блакитноокий Міккі / Mickey Blue Eyes — Джина Вітале
- 2000 — Відносні величини / Relative Values — Міранда Фрейл / Фріда Бірч
- 2002 — Знесені / Swept Away — Марина

### Телебачення
- 1991 — Найкраща нагорода / The Perfect Tribute — Джулі
- 1992 — «Шоу Бена Стіллера» / «The Ben Stiller Show»
- 1997 — Старий / Old Man — Едді
- 2005 — Велике кохання (серіал) / Big Love — Барб Генріксон
- 2019 — Скасувати / Undone — Бет Холлінгсворт
- 2020 — Місіс Америка / Mrs. America — Елеонора Шлефлі
- 2022 — Позолочене століття / The Gilded Age — Сільвія Чемберлен

## Нагороди
- Премія Міжнародної Академії Преси «Satellite Awards»
  - 2006 — Найкраща акторка серіалу (за участь у серіалі «Велике кохання»)
  - 1993 — Найгірша акторка другого плану (за участь у фільмі Основний інстинкт)